# Robert Rudolph Lodewijk de Muralt
Jhr. Robert Rudolph Lodewijk de Muralt (Utrecht, 9 mei 1871 - Den Haag, 7 november 1936) was een Nederlands waterbouwkundige en politicus. Hij behoorde tot de familie De Muralt, een geslacht afkomstig uit de omgeving van Locarno in Zwitserland.

## Waterbouwkundige
Na de studie civiele techniek aan de Polytechnische School te Delft werd De Muralt in 1897 civiel ingenieur in Soerabaja in het toenmalige Nederlands-Indië, waar hij onder andere betrokken was bij de aanleg van spoorwegen.
In 1903 begon hij als ingenieur bij het Waterschap Schouwen. Hij was een groot voorstander van de toepassing van het toentertijd zeer moderne materiaal gewapend beton. Bij het Waterschap Schouwen ontwikkelde hij een goedkoop alternatief voor dijkverhogingen, de zogenaamde muraltmuur of "Systeem de Muralt". Tussen 1906 en 1935 werd ongeveer 120 kilometer dijk in Zeeland voorzien van deze ca. een meter hoge betonnen muur. Van hem is uit die tijd de uitspraak "Die eeuwenoude dijkbouw deugt volstrekt niet". Hij verwachtte dat de duurzaamheid van betonnen dijkverhogingen veel minder onderhoud zouden vragen. Ook was hij van mening dat de zeedijken op da  moment in het algemeen te laag waren.

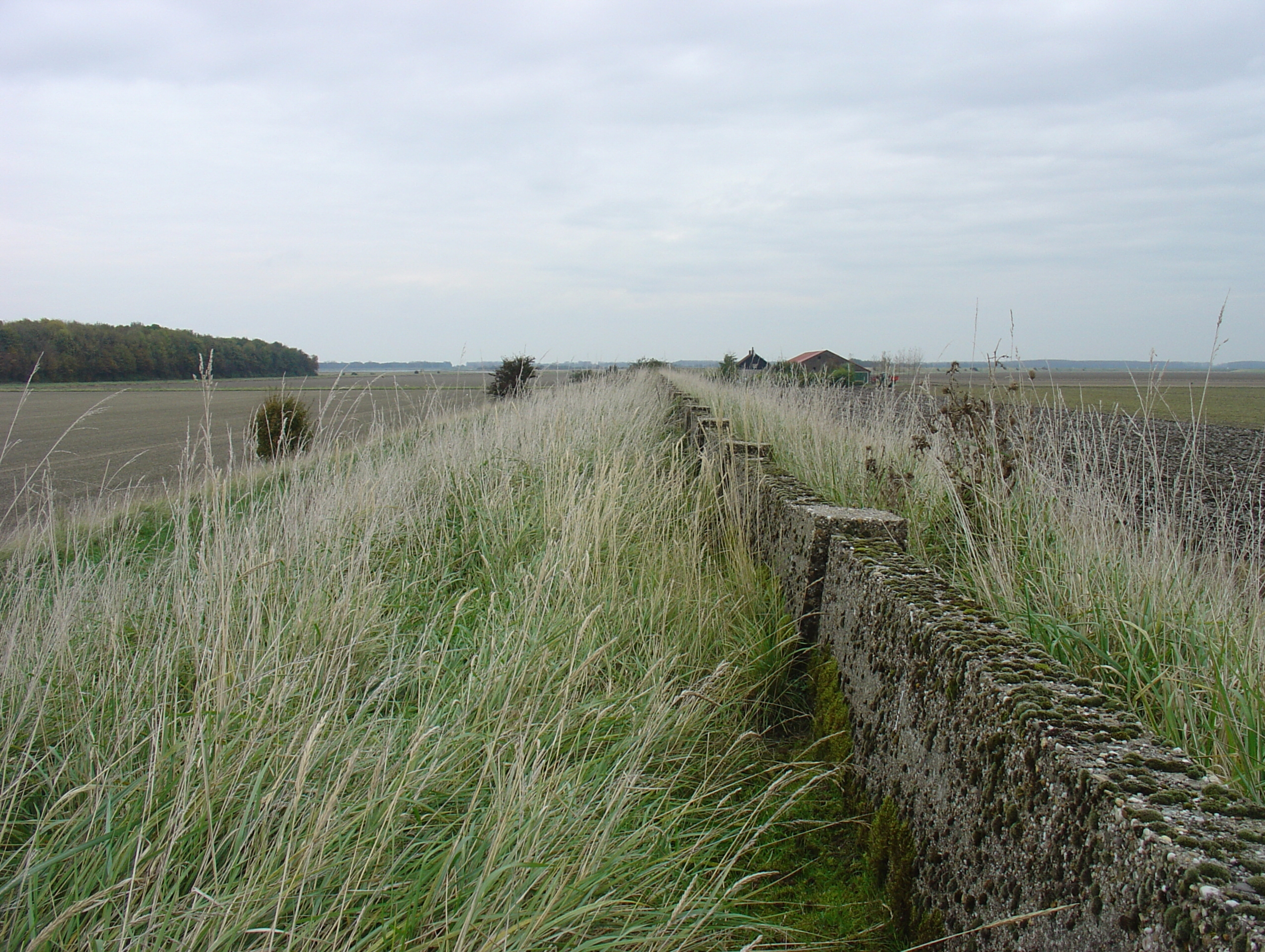
Muraltmuur bij Wolphaartsdijk, Zeeland

 Het KIVI verleende hem voor zijn ontwerp de gouden Conradmedaille (Conrad’s Premie). Andere betonwerken die door De Muralt werden ontworpen zijn twee dijkglooiingen, de muraltglooiing en de spijkerglooiing. Deze systemen waren veel goedkoper dan de gangbare basaltglooiingen. De betonnen glooiingen doorstonden de stormvloeden van 1906 en 1911 vrijwel zonder schade. Het overtuigen van de (zeer conservatieve) Zeeuwse waterschapsbesturen was een  moeilijke taak. Maar naast het conservatisme waren de polderbesturen ook heel erg zuinig. Het feit dat ze desondanks besloten om hem in 1905 een salarisverhoging toe te kennen laat toch wel de waardering van de kant van het polderbestuur zien.
Hij beperkte zich niet tot het eiland, en patenteerde zijn ontwerpen die hij vervolgens ook internationaal in de markt zette. In 1907 werden deze constructie ook genoemd in het Duitse Handbuch für Eisenbetonbau van ir. Friedrich Ignaz (Fritz) von Emperger uitgebreid besproken. HIj heeft deze betonsystemen ook op een aantal internationale congressen van de PIANC gepresenteerd (o.a. in Parijs, London en Brussel). Ook heeft hij in 1920 dit nog gepresenteerd op het Internationaal Ingenieurscongres in Batavia. 
In zijn tijd als Kamerlid was hij zeer actief in de discussies over de afsluiting van de Zuiderzee. Hij pleitte onder andere voor een nader onderzoek naar het effect van de afsluiting op de stormvloedstanden langs de kust van Noord-Holland en Friesland. Dit leidde tot instelling van de commissie Lorentz. De Muralt werd ook lid van die commissie. Ook heeft hij toen met ir. Bongaerts een motie ingediend die stelde dat de dijken van de nieuwe polders zo hoog zouden moeten worden dat bij een doorbraak van de Afsluitdijk deze dijken nog steeds hoog genoeg zouden zijn. Bij de discussies over de verzwaring van de Afsluitdijk in de periode 2000-2020 waren er stemmen die vonden dat de Afsluitdijk niet erg verzwaard hoefde te worden, omdat deze dijk niet direct land beschermt. Uiteindelijk is er voor gekozen dat de Afsluitdijk toch te verbeteren met erg een kleine faalkans, mede op basis van de motie De Muralt-Bongers.
Mede naar aanleiding daarvan werd hij benoemd in de Zuiderzeeraad, een commissie die de regering moest adviseren over de uitvoering van de afsluiting en de consequenties daarvan. 
Na zijn politieke carrière richtte hij zich na 1928 weer op de waterbouwkunde. Hij liet een uitgebreid onderzoek doen naar het functioneren van zijn betonnen waterkeringselementen, hetgeen leidde tot zijn publicatie van 1931.  
Opmerking: In 1953 gaven veel dijken met een muraltmuurtje problemen en zijn doorgebroken. De oorzaak daarvan was dat de muurtjes (die ontworpen waren om de golfoploop te verminderen) door de extreem hoge waterstand opeens ook deze hoge waterstand moesten keren en daar niet op berekend waren. Mat name dijken met weinig golfaanval hadden hier last van, deze dijken zijn dan ook vooral doorgebroken door het falen van het binnentalud doordat er plotseling (door het falen van het muurtje) een grote hoeveelheid water overeen sloeg. Om die reden is men na 1953 heel terughoudend geweest met het toepassen van dit soort muurtjes. In 2004 heeft met wel weer een vergelijkbaar systeem bij de Hondsbossche Zeewering toegepast ter overbrugging naar een meer permanente oplossing in 2015.

## Politicus en bestuurder
In september 1913 werd De Muralt gekozen tot lid van de Tweede Kamer voor het district Oostburg. Namens de Liberale Unie en later de Vrijheidsbond bleef hij in de Kamer tot 1922, waarna hij van 1923 tot 1929 lid was van de Eerste Kamer. In beide Kamers hield hij zich voornamelijk bezig met waterstaatszaken. Naast de hierboven genoemde activiteiten t.a.v. de afsluiting van de Zuiderzee was hij ook actief betrokken bij de besluitvorming over de concessies voor de Bataafse Petroleum Maatschappij voor de olievelden bij Djambi in de provincie Riau op Sumatra.
In 1927 was in het parlement een discussie over het traktaat met België over de Schelde-Rijnverbinding. De verbinding van Antwerpen met de Rijn was lang een probleem. In 1882 drong het Antwerps raadslid Van Rijswijck aan op een verbetering van de verbinding, maar men moest toch wachten tot in 1919 voordat België de Schelde-Rijnverbinding officieel ter sprake bracht op de vredesconferentie van Versailles. Een commissie van zestien gedelegeerden van de geallieerde mogendheden werkte een ontwerpverdrag uit, dat een nieuw kanaal voorzag door Noord-Brabant, uitmondend in het Hollands Diep te Moerdijk. Dit verdrag werd echter niet bekrachtigd door België omdat het de Belgische soevereine rechten op de Pas van Wielingen niet erkende. In 1924 begonnen bilaterale gesprekken hierover tussen België en Nederland, Het verdrag hierover werd in de zomer van 1926 door het Belgische parlement geratificeerd, en in november van 1926 door de Nederlandse Tweede Kamer. Maar in 1927 werd het verdrag door de Eerste Kamer, met name door toedoen van De Muralt verworpen. Hij betoogde dat de kosten van dat kanaal een veelvoud zouden bedragen van die welke in het verdrag waren aangenomen, en onderbouwde dat met technische berekeningen.
IN 1924 werd hij benoemd tot Ridder in de Orde van de Nederlandse Leeuw.
De Muralt was van maart 1923 tot november 1928 burgemeester van de gemeente Borculo. In zijn ambtsperiode werd Borculo getroffen door de stormramp van 1925. Om geld in te zamelen zorgde hij dat het Nationaal Comité Stormramp werd opgericht, dit comité werd later omgedoopt tot het Nationaal Rampenfonds. Naar aanleiding van zijn optreden na de ramp werd De Markt in Borculo hernoemd in De Muraltplein, maar een ruzie met de Gelderse Gedeputeerde Staten over de besteding van het overgebleven geld van de inzameling kostte hem zijn herbenoeming als burgemeester.
Hij stelde zich steeds op als een liberaal met een sterke sociale inslag. Hij was voorstander van een vergaande staatszorg, was voorstander van een staatspensioen. In die zin was hij meer een socialist dan een liberaal. 
Robert De Muralt was lid van de familie De Muralt, een geslacht afkomstig uit de omgeving van Locarno in Zwitserland. Hij overleed op 65-jarige leeftijd. Zijn stoffelijk overschot werd op 11 november 1936 bijgezet in het familiegraf op de Eerste Algemene Begraafplaats te Utrecht. Hij was getrouwd en had een zoon.
- Biografisch Portaal: 09693394
- International Standard Name Identifier: 0000 0003 8989 1016
- Parlement.com: vg09ll3ijyi5
- Système universitaire de documentation: 23697842X
- Virtual International Authority File: 283373012
- WorldCat: E39PBJkhKMHWXftjqYxKHxCYT3